# Орсариев, Арын Амангельдиевич
Арын Амангельдиевич Орсариев — Председатель правления АО «Фонд Науки»

## Биография
Родился 20 июля 1976 года в городе Алма-Ата. Казах. Отец — Орсариев Амангельды Нургалиевич, пенсионер, был старшим слесарем дирекции административных зданий Управления делами Президента РК.
Мать — Хасенова Кадиша Хамзеновна, доцент кафедры нормальной физиологии Казахского национального медицинского университета им. С. Асфендиярова.

### Образование
- В 1998 г. с отличием окончил факультет международных отношений Казахского Государственного Национального Университета имени Аль-Фараби.
- С октября 1998 г. по январь 2000 г. по Международной программе Президента РК «Болашак» проходил обучение на степень Магистра политических наук по специальности «Дипломатия и Стратегия» Сорбонского университета (Франция).
- Кандидат политических наук, тема диссертации «Геополитическая модель региональной безопасности Центральной Азии» (2004).
- Доктор политических наук.

### Трудовая деятельность
- Монтёр ст. Сороковая Целинной Железной дороги (1992 г.);
- Специалист высшей категории, преподаватель Дипломатической академии МИД Республики Казахстан (02.2000-04.2000 гг.);
- Второй секретарь МИД Республики Казахстан (04.2000-11.2000);
- С ноября 2000 г. работал в Администрации Президента в должности старшего эксперта Аналитического Центра Совета Безопасности;
- В марте 2002 г. переведён старшим экспертом в Секретариат Совета Безопасности Администрации Президента Республики Казахстан;
- В сентябре 2002 г. переведен старшим экспертом в Отдел внутренней политики Администрации Президента Республики Казахстан;
- В апреле 2004 г. назначен главным экспертом Информационно-аналитического центра Управления внутренней политики Администрации Президента Республики Казахстан;
- В сентябре 2004—2005 гг. — заведующий сектором Информационно-аналитического центра Управления внутренней политики Администрации Президента Республики Казахстан;
- С февраля 2005 г. — январе 2008 — директор Департамента внутренней политики города Астаны;
- С 28 января 2008 г. — заместитель Председателя Агентства Республики Казахстан по делам государственной службы;
- В 2009 г. — и. о. председателя Агентства РК по делам государственной службы РК;
- С 25 августа 2009 г. — ректор Академии государственного управления при Президенте РК[1];
- С февраля 2012 г. — заместитель акима Павлодарской области;
- С 2015 г. — Ректор Павлодарского государственного университета имени С.Торайгырова[2].
- С апреля 2017 г. — Ответственный секретарь министерства образования и науки Республики Казахстан

С 2019 года — Руководитель фонда науки при МОН РК

### Выборные должности, депутатство, прочие должности
- Заместитель Председателя профкома студентов КазГУ им. Аль-Фараби (01.1996), избран Председателем профкома студентов КазГУ им. Аль-Фараби (03.1997);
- Избран делегатом на Конгресс молодых лидеров в Варшаве (12.1996);
- Избран делегатом от Казахстана на 14 Всемирный Фестиваль молодежи и студентов на Кубе (07.1997);
- Избран Вице-президентом Евразийской студенческой Ассоциации (11.1997);
- Избран председателем Союза студентов КазГУ и делегатом от университета на учредительный съезд РМД «За будущее Казахстана», на котором выступил с инициативой создания внутри движения отдельной структуры — Казахстанской Ассоциации студентов (01.1998)
- Вице-президент Ассоциации выпускников программы «Болашак» (с 03.2001)
- Председатель совета ассоциации «Конгресс молодежи Казахстана» (с 11.2002)
- Председатель правления АО «Фонд науки» (с 10.2019)

## Семья
Женат, жена: Орсариева Улжан Елеувна
Дочери: Орсариевы Нуржамал , Аружан , Айша , Даурен